# Emmanuel Rodocanachi
Emmanuel Pierre Rodocanachi (Parigi, 5 settembre 1859 – Parigi, 8 gennaio 1934) è stato uno storico e biografo francese, uno dei maggiori specialisti della storia della città di Roma e del governo pontificio.
Fu eletto membro dell'Académie des sciences morales et politiques nel 1925. Lasciò alla biblioteca dell'Institut de France 1 400 opere sull'Italia medievale e moderna.

## Principali pubblicazioni
- Cola di Rienzo, histoire de Rome de 1342 à 1354 (1888)
- Le Saint-Siège et les juifs, le ghetto à Rome (1891). Riedizione: Forni, Bologna, 1972.
- Courtisanes et bouffons, étude de mœurs romaines au XVIe siècle (1894)
- Les Corporations ouvrières à Rome, depuis la chute de l'empire romain (2 volumi, 1894)
- Une protectrice de la Réforme en Italie et en France, Renée de France, Duchesse de Ferrare (1896). Riedizione: Slatkine, Genève, 1970.
- Bonaparte et les îles Ioniennes, un épisode des conquêtes de la République et du premier Empire (1797-1816) (1899)
- Élisa Napoléon (Baciocchi) en Italie (1900)
- Les Institutions communales de Rome sous la papauté (1901)
- Les Infortunes d'une petite-fille d'Henri IV: Marguerite d'Orléans, grande-duchesse de Toscane (1645-1721) (1902)
- Le Capitole romain antique et moderne: la citadelle, les temples, le palais sénatorial, le palais des conservateurs, le musée (1904)
- La Femme italienne a l'époque de la Renaissance. Sa vie privée et mondaine. Son influence sociale (1907). Riedizione: Vecchiarelli, Roma, 2005.
- Boccace, poète, conteur, moraliste, homme politique (1908)
- Le Château Saint-Ange: travaux de défense, appartements des papes, sièges, prisonniers, exécutions, le trésor (1909)
- Catalogue de la bibliothèque de M. E. Rodocanachi (1909)
- La Première Renaissance. Rome au temps de Jules II et de Léon X: la cour pontificale, les artistes et les gens de lettres, la ville et le peuple, le sac de Rome, en 1527 (1912)
- Études et fantaisies historiques (2 volumes, 1912-1919)

I: Pie VII à Paris. L'Origine du nom de Napoléon. Une Phèdre italienne. Une Courtisane vénitienne. Un Aventurier florentin. Le Premier jubilé. Les Voyageurs français à Rome. Le Sifflet au théâtre. Les Bêtes dans l'histoire. Les Voyages dans l'antiquité. II: La Querelle des médecins et des pharmaciens. Les Médecins et astrologues italiens en France. Les Légendes relatives à Rome. Virgile dans la légende. Les Courses en Italie au vieux temps. La Cour de Ferrare. Finances pontificales à la fin du XVe siècle. La Fin d'une race. Grandeur et décadence d'un héros. Lettres de Foster.
- Les Monuments de Rome après la chute de l'empire (1914)
- Les Monuments antiques de Rome encore existants: les ponts, les murs, les voies, les enceintes de Rome, les palais, les temples, les arcs (1920)
- Histoire de Rome de 1354 à 1471. L'antagonisme entre les Romains et le Saint Siège (1922)
- Byron, 1788-1824 (1924)
- Histoire de Rome: une cour princière au Vatican pendant la Renaissance: Sixte IV, Innocent VIII, Alexandre VI Borgia : 1471-1503 (1925)
- Le Pontificat de Jules II, 1503-1513 (1928)
- Histoire de Rome: le pontificat de Léon X, 1513-1521 (1931)
- Les Pontificats d'Adrien VI et de Clément VII (1933)
- La Réforme en Italie, (2 volumes) Auguste Picard, editeur, Paris 1920

Traduzioni e edizioni
- Bernardo Bizoni: Aventures d'un grand seigneur italien à travers l'Europe, 1606 (1899)
- Giovanni Francesco Guidi di Bagno: Les Derniers temps du siège de La Rochelle (1628), relation du nonce apostolique (1899)
- Anne Marie Louise d'Orléans de Montpensier: Un ouvrage de piété inconnu de la Grande Mademoiselle (1903)

Romanzo epistolare
- Tolla la courtisane, esquisse de la vie privée à Rome en l'an du jubilé 1700 (1897)